# Legislatura de Nebraska
La Legislatura de Nebraska (en inglés: Nebraska Legislature) es la legislatura estatal (órgano encargado del Poder legislativo) del estado de Nebraska, en Estados Unidos. Se diferencia de otros Estados en dos características; es la única cámara estatal unicameral y es la única apartidaria. Con sus 49 miembros es también la cámara más pequeña.

## Historia
La Primera Legislatura Territorial de Nebrasaka se reunió en Omaha en 1855, manteniéndose ahí hasta la obtención de la estatidad en 1867. La legislatura solía ser bicameral hasta que el destacado político nebraskeño George W. Norris inició su campaña por hacerla unicameral ya desde 1931, alegando que era un gasto de recursos tener dos cámaras realizando el mismo trabajo. Un referéndum fue llevado a cabo en 1934 donde los electores escogieron reformar la Constitución estatal para pasar al unicameralismo.

## Composición
Los miembros de la Legislatura son elegidos por períodos de 4 años con posibilidad de reelección consecutiva e indefinida. Deben ser mayores de 21 años y residir en el distrito de su representación al menos un año antes de las elecciones. Las elecciones son apartidarias por lo cual todos son, en teoría, independientes, sin embargo en la práctica la mayoría de los senadores son oficialmente o demócratas o republicanos y los comités estatales de ambos partidos suelen respaldar candidaturas específicas. Aun así, dentro del plenario no hay bancadas o caucuces.

## Miembros
| Distrito | Senador              | Residencia   | Elección         |
| -------- | -------------------- | ------------ | ---------------- |
| 1        | Dan Watermeier       | Syracuse     | 2012             |
| 2        | Bill Kintner         | Papillion    | 2012             |
| 3        | Tommy Garrett        | Bellevue     | 2013             |
| 4        | Robert Hilkemann     | Omaha        | 2014             |
| 5        | Heath Mello          | Omaha        | 2008             |
| 6        | Joni Craighead       | Omaha        | 2014             |
| 7        | Nicole Fox           | Omaha        | 2015             |
| 8        | Burke Harr           | Omaha        | 2010             |
| 9        | Sara Howard          | Omaha        | 2012             |
| 10       | Bob Krist            | Omaha        | 2009             |
| 11       | Ernie Chambers       | Omaha        | 2013 (1971-2009) |
| 12       | Merv Riepe           | Ralston      | 2014             |
| 13       | Tanya Cook           | Omaha        | 2008             |
| 14       | Jim Smith            | Papillion    | 2010             |
| 15       | David Schnoor        | Fremont      | 2014             |
| 16       | Lydia Brasch         | Bancroft     | 2010             |
| 17       | Dave Bloomfield      | Hoskins      | 2010             |
| 18       | Brett Lindstrom      | Omaha        | 2014             |
| 19       | Jim Scheer           | Norfolk      | 2012             |
| 20       | John McCollister     | Omaha        | 2014             |
| 21       | Ken Haar             | Malcolm      | 2008             |
| 22       | Paul Schumacher      | Columbus     | 2010             |
| 23       | Jerry Johnson        | Wahoo        | 2012             |
| 24       | Mark Kolterman       | Seward       | 2014             |
| 25       | Kathy Campbell       | Lincoln      | 2008             |
| 26       | Matt Hansen          | Lincoln      | 2014             |
| 27       | Colby Coash          | Lincoln      | 2008             |
| 28       | Patty Pansing Brooks | Lincoln      | 2014             |
| 29       | Kate Bolz            | Lincoln      | 2012             |
| 30       | Roy Baker            | Lincoln      | 2014             |
| 31       | Rick Kolowski        | Omaha        | 2012             |
| 32       | Laura Ebke           | Crete        | 2014             |
| 33       | Les Seiler           | Hastings     | 2012             |
| 34       | Curt Friesen         | Henderson    | 2014             |
| 35       | Mike Gloor           | Grand Island | 2008             |
| 36       | Matt Williams        | Lexington    | 2014             |
| 37       | Galen Hadley         | Kearney      | 2008             |
| 38       | John Kuehn           | Heartwell    | 2014             |
| 39       | Beau McCoy           | Omaha        | 2008             |
| 40       | Tyson Larson         | O'Neill      | 2010             |
| 41       | Kate Sullivan        | Cedar Rapids | 2008             |
| 42       | Mike Groene          | North Platte | 2014             |
| 43       | Al Davis             | Hyannis      | 2012             |
| 44       | Dan Hughes           | Venango      | 2014             |
| 45       | Sue Crawford         | Bellevue     | 2012             |
| 46       | Adam Morfeld         | Lincoln      | 2014             |
| 47       | Ken Schilz           | Ogallala     | 2008             |
| 48       | John Stinner         | Gering       | 2014             |
| 49       | John Murante         | Gretna       | 2012             |